# 陈孝银
陈孝银（1974年6月26日—）是一名越南女子跆拳道运动员。她在2000年悉尼奥运会中，参加了女子跆拳道比赛，并获得女子跆拳道比赛銀牌。是越南歷史上第一位奧運獎牌得主。